# Tamiasciurus
Tamiasciurus är ett släkte i familjen ekorrar med tre arter som förekommer i Nordamerika. I USA kallas arterna ofta för "chickarees" eller "red squirrels". På grund av den senare beteckningen förväxlas de ibland med europeisk röd ekorre.
Arterna är:
- Amerikansk röd ekorre (Tamiasciurus hudsonicus), Kanada, Alaska, Klippiga bergen, nordöstra USA
- Douglasekorre (Tamiasciurus douglasii), Kaskadbergen och Sierra Nevada
- Tamiasciurus mearnsi, norra Baja California

## Kännetecken
Trots namnet red squirrels är de inte röda. Pälsens färg på ovansidan varierar mellan ljusbrun, olivbrun och svartbrun, vinterpälsen är vanligen mörkare än sommarpälsen. Undersidan är hos amerikansk röd ekorre vitaktig och hos T. douglasii brun. På varje sida finns en längsgående svartaktig strimma men ofta syns den inte då den kringliggande pälsen är nästan lika mörk (det gäller främst under vintern). Kroppslängden ligger vid 20 centimeter och därtill kommer en 12 centimeter lång svans. Vikten varierar mellan 150 och 300 gram.

## Levnadssätt
Vanligen hittas dessa ekorrar i barrskogar och där tillhör de dem talrikaste däggdjursgrupperna. Mera sällsynt är de i löv- och blandskogar som domineras av grå ekorre. Arterna är aktiva på dagen och vistas mera på marken än den europeiska röda ekorren. De bygger olika slags bon. På sommaren byggs bon ofta bland trädens kvistar och under vintern uppsöker de trädens håligheter som fodras med växtdelar. Ofta använder de bon som lämnats av hackspettar. I kyligare regioner av utbredningsområdet lever de även i tunnlar under marken. Där brukar de mest gångsystem som skapades av sislar och ekorrbäver. Dessa ekorrar håller ingen vinterdvala. Däremot stannar de under den kalla årstiden länge i bon och de samlar därför större mängder föda.
Födan utgörs främst av barrträdens kottar. Ibland samlar de upp till 160 kottar i bon. Förutom kottar äter de olika slags animaliska och vegetabiliska ämnen som nötter, frön, bark, svampar, fågelägg, ungfåglar, små gnagare och unga kaniner.
Individerna lever utanför parningstiden ensamma. De har revir som försvaras mot artfränder. Parningen sker under senare vintern, i varma regioner äger en andra parning under sommaren rum. Efter dräktigheten som varar cirka 35 dagar föder honan 4 till 6 ungar. Ungdjuren dias ungefär 8 veckor och efter cirka 18 veckor är ungarna självständiga. Livslängden i naturen går upp till sju år.
Arterna spelar troligen en betydande roll för barrträdens spridning. De flyttar kottarna och samtidig frön längre bort från det ursprungliga trädet.

## Hot
Amerikansk röd ekorre är inte sällsynt och även om den jagas för pälsens skull är den inte hotade. I Kanada dödas varje år 2000 individer och pälsen förarbetas till olika slags kläder. En underart till amerikansk röd ekorre, Tamiasciurus hudsonicus grahamensis, listas av IUCN däremot som starkt hotad. Den lever isolerad från de andra populationerna i Arizona. Beståndet av underarten uppskattas med 200 individer.

## Systematik
Släktets position i systematiken var länge omstridd. På grund av likheter i konstruktionen av de yttre könsdelarna listades Tamiasciurus tidigare i en släktgrupp (tribus) tillsammans med släktet Sciurotamias. Andra zoologer räknade Tamiasciurus till följd av andra morfologiska egenskaper till tribus Xerini eller åtminstone till underfamiljen Xerinae. Kladistiska undersökningar som utfördes 2003 av Mercer och Roth samt av Herron, Castoe och Parkinson visade att Tamiasciurus är nära släkt med trädekorrar (Sciurus). Wilson & Reeder listar de därför till tribus Sciurini.